# Diana von Reventlow-Criminil
Diana Henriette Adelaïde Charlotte Gräfin von Reventlow-Criminil (* 29. Mai 1863 in Preetz, Herzogtum Holstein, Dänischer Gesamtstaat; † 5. August 1953 auf der Hallig Südfall) war eine holsteinische Adlige, die den Nordfriesen der Uthlande als „Hallig-Gräfin“ in Erinnerung geblieben ist.

## Leben
Diana Gräfin Reventlow-Criminil wurde als Tochter des Carl Adelbert Felix Graf von Reventlow-Criminil (1821–1908), Gutsbesitzer auf Emkendorf, und seiner schottischen Ehefrau Isabella Harriet Jane Wemyss (1837–1894) geboren. Adolf Cécil Graf von Reventlow-Criminil (1861–1927 in Karlsbad) war ihr älterer Bruder.
Diana wuchs in Emkendorf auf und lebte dann zunächst das soziale Leben einer jungen Angehörigen des begüterten europäischen Hochadels der Zeit am Hof von Kopenhagen, aber auch in Italien. Sie war eine extravagante wie unnahbare Schönheit und blieb trotz aller standesgemäßen Anträge und Avancen ledig. Ihr Herz galt der eigenen Familie und ihren Tieren. Das Verhältnis zwischen ihrem Vater und ihrem Bruder war zerrüttet und der Vater versuchte, mit seinem Testament den Übergang von Emkendorf auf seinen Sohn zu verhindern. Nach dem Tod des Vaters einigte sie sich mit ihrem Bruder, so dass dieser Emkendorf übernehmen konnte.

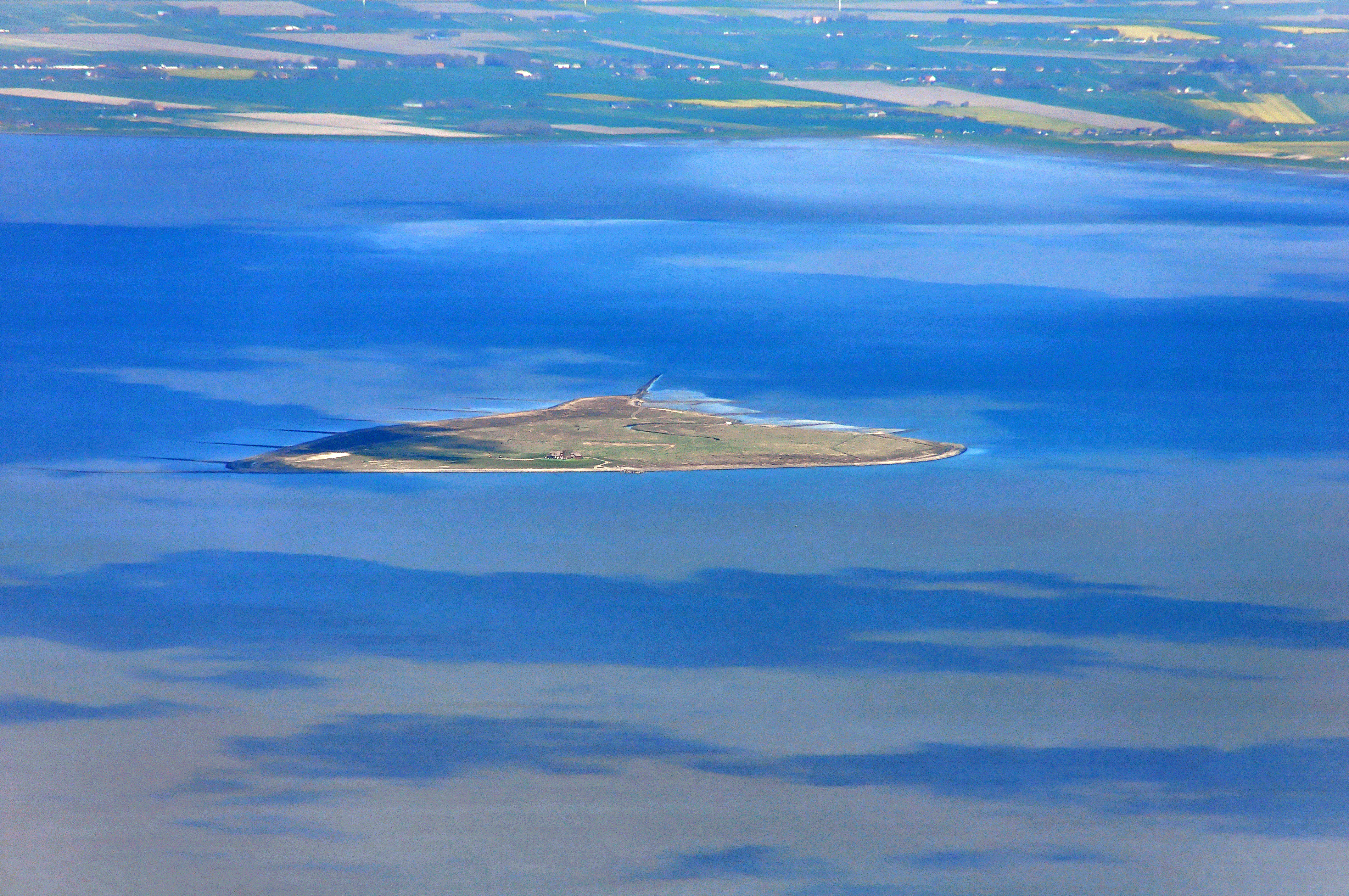
Hallig Südfall im schleswig-holsteinischen Wattenmeer

Die zweite Heirat ihres Bruders 1907 mit Alice Lilian Komtess Hoyos (* 1877 in Fiume; † 1923 in Erlangen), einer Enkelin von Robert Whitehead, bewog Diana zum Rückzug aus Emkendorf und so erwarb sie 1910 die Hallig Südfall, die nur über eine Warft verfügt, die mit einem älteren Wohnhaus und landwirtschaftlichen Nebengebäuden bebaut war, und verlebte hier mit ihren Tieren und einem kleinen Hofstaat zunächst die Sommer, in späteren Jahren bis zu ihrem Tod lebte sie ganzjährig auf Südfall. Zusätzlich besaß sie einen kleinen Marschhof, die Püttenwarft, auf der größeren Nachbarinsel Nordstrand, welche seit 1906/07 über einen Damm mit dem Festland verbunden worden war.
Nach dem frühen Tod der zweiten Ehefrau des Bruders übernahm sie die Erziehung seiner drei Kinder aus dieser Ehe, darunter Cecilia, spätere Gräfin von Sternberg (1908–1983) auf Častolovice in Böhmen, und als jüngster Victor Graf von Reventlow-Criminil, während der Vater in Europa auf Reisen ging. Cecilia Gräfin Sternberg beschreibt sie daher eingehend in ihrer Autobiographie. Nach dem Tod ihres Bruders musste 1929 der Stammsitz der Familie, das Gut Emkendorf, wegen Überschuldung verkauft werden. Käufer war Curt Heinrich, der Verleger der Kieler Nachrichten.

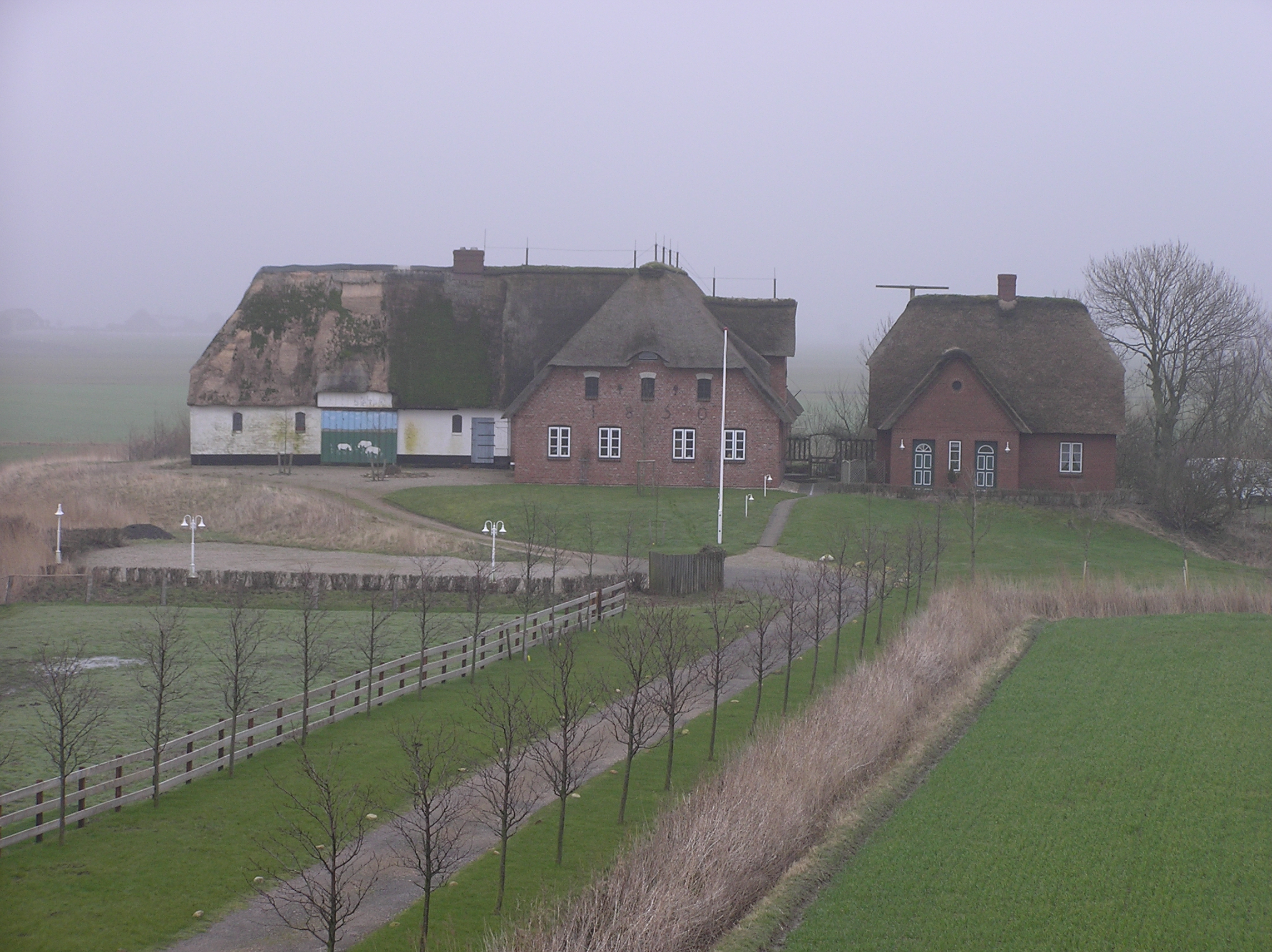
Die Püttenwarft auf Nordstrand

Die schwere Sturmflut vom 18. Oktober 1936 überlebte sie 74-jährig auf Südfall bis zum Bauch im Wasser bei ihren Pferden im Stall stehend, diesen zur Beruhigung gut zuredend. Von den Nationalsozialisten hielt sie nichts und bezeichnete diese nach der Überlieferung abwertend als „braune Bagage“; auch soll sie 1945 einen über dem Watt abgeschossenen britischen Piloten mehrere Wochen bei sich aufgenommen und versteckt haben. Sie gewährte auch Künstlern, die vor den Nationalsozialisten flüchten mussten, auf der Hallig vorübergehend Unterschlupf, so dem Föhrer Maler Gustav Mennicke. Zahlreiche Anekdoten über sie leben heute noch auf den nordfriesischen Inseln fort.
Die Hallig Südfall ist ein wichtiger Ausgangspunkt für die Rungholt-Forschung. In der Zeit der Hallig-Gräfin forschten von hier aus der nordfriesische Heimatforscher Andreas Busch (1883–1972), der in der Nähe von Südfall 1921 eine mittelalterliche Schleuse von Rungholt entdeckte, aber auch Dianas Neffe Victor von Reventlow-Criminil im Watt nach Siedlungsspuren der untergegangenen Stadt und anderer Orte der ehemaligen Insel Strand.
Diana von Reventlow-Criminil starb wenige Monate nach ihrem auf Südfall groß gefeierten 90. Geburtstag. Der Leichnam wurde vierspännig durch das Wattenmeer zum Festland gefahren. Sie wurde in der an der Pfarrkirche für Emkendorf, der St. Catharinenkirche in Westensee, angebauten Grabkapelle der Familie bestattet. Ihre Erben verkauften Südfall 1954 an das Land Schleswig-Holstein; die Hallig wird seit 1957 vom Verein Jordsand als Naturschutzgebiet betreut und ist heute Bestandteil des Nationalparks Schleswig-Holsteinisches Wattenmeer.